# 内斯塔雷斯
内斯塔雷斯，是西班牙拉里奥哈自治区的一个市镇。总面积22平方公里，总人口76人（2001年），人口密度3人/平方公里。